# 河南国 (楚汉战争)
河南国，中国楚漢戰爭时期封国。
前206年，项羽分封诸侯，将韩国一分为二，韩成还是为韩王，以申阳为河南王，都城在洛阳（今河南省洛阳市）。前205年十一月，河南国亡于汉，河南国为河南郡。